# گریت هنی
گریت هنی (به انگلیسی: Great Henny) یک روستا و محله مدنی در بریتانیا است که در Braintree واقع شده‌است. گریت هنی ۱۸۷ نفر جمعیت دارد.